# غاري وقفي مهموس
غاري وقفي مهموس (بالإنجليزية: Voiceless palatal plosive)، صامت غاري وقفي مجهور مستخدم في بعض اللغات المحكيّة، يرمز له بالأبجديّة الصوتيّة الدوليّة بالرمز ( c)، وبأبجدية مناهج تقييم الكلام الصوتية الموسعة بالرمز (c).